# Gephyromantis malagasius
A Gephyromantis malagasius   a kétéltűek (Amphibia) osztályába és  a békák (Anura) rendjébe aranybékafélék (Mantellidae) családjába tartozó faj. 

## Előfordulása
Madagaszkár endemikus faja. A sziget keleti részén, a Masoala-félszigettől a Ranomafana Nemzeti Parkig tengerszinttől 1500 m-es magasságig honos.

## Természetvédelmi helyzete
A vörös lista a nem fenyegetett fajok között tartja nyilván. Több természetvédelmi területen megtalálható.